# Batalla de Ctesifont
|  | Aquest article tracta sobre una batalla de les guerres romano-sassànides. Si cerqueu una batalla de la Primera Guerra Mundial, vegeu «Batalla de Ctesifont (1915)». |

La batalla de Ctesifont és el nom de la batalla que va tenir lloc el 29 de maig de 363 als afores de la capital persa, Ctesifont, entre els exèrcits de l'Imperi Romà comandats pel seu Dominus et Imperator  Flavi Claudi Julià l'Apòstata i les de l'Imperi persa dirigides pel general Merena.
Encara que el xoc en si va acabar amb la victòria sobre el camp de batalla de les forces romans, la mort de l'emperador Julià i la llunyania de les línies de subministrament romans va suposar la victòria estratègica persa.

## Antecedents
El 3 de novembre de 361, Constanci II va morir a la ciutat de Mobsucrenae, deixant al seu cosí Flavi Claudi Julià, conegut a la història com Julià l'Apòstata, com a únic emperador de Roma. En arribar a Constantinoble, per supervisar l'enterrament de Constanci, Julià de seguida es va centrar en la política interior i va començar una gran reforma del govern imperial romà mitjançant la reorganització, racionalització i reducció de la burocràcia.
Passant a la política exterior, Julià va veure les incursions militars que abans sense control de Sapor II de Pèrsia en contra de les províncies romanes d'Orient que presenten la major amenaça externa. Després de la seva primera campanya fallida, el rei persa va llançar una segona campanya més reeixida contra els romans i van capturar Amida al 359, el control de les capçaleres del riu Tigris i l'entrada a Àsia Menor des de l'est.
Amb la reputació de Julià i els fets durant els seus anys com a Cèsar i general de la Gàl·lia, Sapor prefereix negociar un tractat de pau amb el jove Julià. Creient ser el pròxim Alexandre Magne, Julià es va negar a negociar un tractat i va començar a preparar-se per una expedició contra la dinastia sassànida, organitzant totes les seves legions per marxar cap a l'est des de Constantinoble.

## La Campanya de Juliàl'Apòstata

### Preparatius
El 362, Julià l'Apòstata transfereix la capital a Antioquia, que serà la base de la nova guerra contra els perses. Finalment, el 5 de març de 363, Julià part al capdavant de 90.000 soldats, acompanyat per Hormisdes, germà de Sapor II, refugiat a Constantinoble des del 324.

### El plantejament de la campanya
El plantejament estratègic de Julià era evitar una guerra de desgast que suposava que afavoriria als perses. Per això, va preparar una expedició contra la capital persa, buscant un cop definitiu. La resposta persa va ser la d'agrupar les tropes d'elit perses (elsspah) a Ctesifont, mentre ordenava als governadors aplicar una política de terra cremada. En el seu acostament a la capital, seguint el curs de l'Eufrates, Julià, va despatxar a Carres un cos de 18.000-30.000 homes sota el comandament de  Procopi En suport de  Aršak d'Armènia per a obrir un segon front avançant des del Nord. Julià va entrar en territori persa a l'abril i va avançar ràpidament, i després de xocs i setges menors, el 29 de maig de 363 arribava davant Ctesifont.

## La Batalla
Les tropes perses, sota el comandament del Spahbod Merena, van formar davant les muralles de Ctesifont, ubicant als Savaran, constituïda pels  kataphraktós al centre i els Klibanophoroi a les ales, recolzats en la rereguarda per  elefants de guerra i infanteria. Malgrat els temors dels seus subordinats, Julià va decidir avançar, formant els seus 60.000 homes en forma de mitja lluna i creuant el Tigris. El ràpid avanç de les ales romans va acabar amb victòria, amb 70 escasses baixes, davant les 2.500 dels perses.
Davant la retirada de Sapor II, Julià advoca per iniciar la persecució, endinsant-se a l'Imperi Sassànida, però l'oposició dels seus generals - que assenyalen la baixa moral de l'Exèrcit, l'extensió de malalties i l'escassetat de provisions i possibilitats de farratges - i la tardança de les tropes enviades amb Procopi, el forcen a retrocedir seguint el curs del Tigris, emprenent la marxa al 16 de juny de 363.
Tanmateix, el 26 de juny de 363, les tropes romans són sorpreses a Samarra, on Julià trobaria la mort, segons algunes fonts a mans dels seus propis soldats cristians.

## Conseqüències
Després de la mort del Julià, l'Exèrcit tria a  Flavius Claudius Jovianus, el qual procedeix a una ràpida signatura amb Sapor II d'un Tractat de Pau, pel qual cedeix les cinc províncies romanes a l'est del Tigris, una sèrie de fortaleses i l'abandó dels seus aliats armenis a canvi de poder retirar les seves tropes sense contratemps.